# Charles Beaulieux

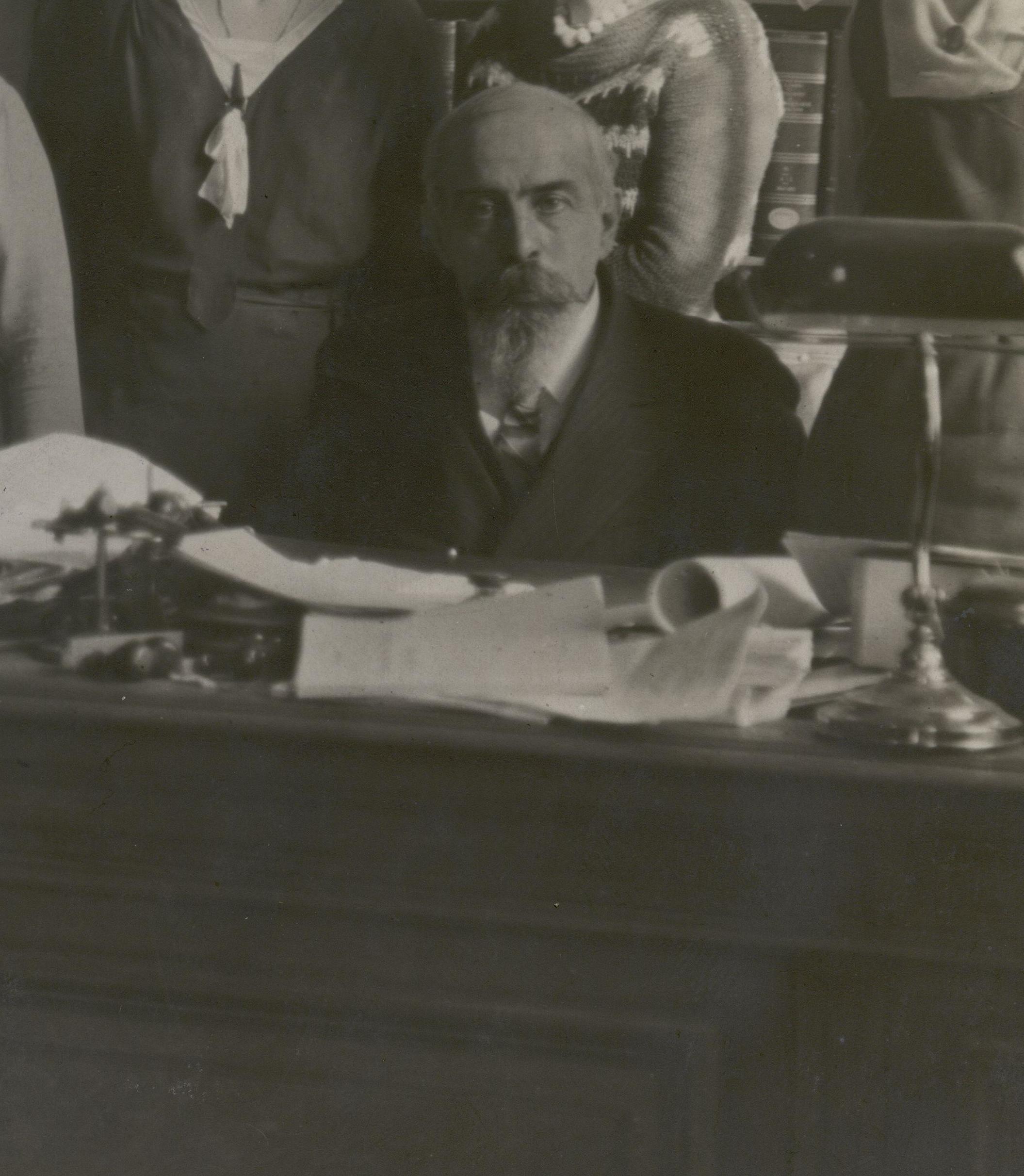
Charles Beaulieux (1933)

Charles Beaulieux (* 10. April 1872 in Vicq-sur-Nahon, Département Indre; † 24. August 1957 in Arès) war ein französischer Bibliothekar und Romanist.

## Leben
Beaulieux habilitierte sich 1927 als Schüler von Ferdinand Brunot mit den beiden Thèses Histoire de la formation de l'orthographe française. Des origines au milieu du XVIe siècle und Les Accents et autres signes auxiliaires dans la langue française, étude historique suivie de la Briefve doctrine par Montflory et Les Accents par Dolet (beide zusammen erschienen u. d. T. Histoire de l'orthographe française, 2 Bde., Paris 1927, 1967). Er war von 1931 bis zu seiner Pensionierung 1937 als Nachfolger von Louis Barrau-Dihigo Leiter der Bibliothek der Sorbonne.

## Werke
- Catalogue de la réserve, XVIe siècle (1501–1540) de la bibliothèque de l’Université de Paris, Paris 1910, New York 1969.
- Catalogue général des manuscrits des bibliothèques publiques de France. Université de Paris et Universités des départements, Paris 1918.
- Observations sur l’orthographe de la langue françoise. Transcriptions, commentaire et fac-similé du manuscrit de Mézeray, 1673, et des critiques des commissaires de l’Académie, précédés d’une Histoire de la gestation de la 1re édition du „Dictionnaire de l’Académie françoise“, 1639–1694, Paris 1951.